# Georgius Rhode
Georgius Rhode (* in Hamm; † 24. Mai 1600) war Priester und 33. Abt des Klosters Marienfeld.

## Leben
Im ersten Jahr seiner Amtszeit 1598 soll sich folgendes in seinem Kloster ereignet haben: Als die Truppen des spanischen Königs viele Städte um das Kloster eingenommen hatten, darunter auch Beckum, schickte der Abt den Verwalter und Kornmeister des Klosters dorthin, um mit den Belagerern ein Abkommen über die Einkünfte zu treffen, die Beckum an das Kloster entrichten musste. Die Spanier sagten das erbetene Getreide zu, verlangten im Gegenzug jedoch einige besonders verehrte Reliquien. Abt Rhode besprach sich mit den Mitbrüder und ließ Bruder Georg Kock, Pförtner des Klosters, zwei Kopfreliquiare vom Hochaltar nehmen. Als der Mönch die Reliquiare anhob, traf ihn augenblicklich der Schlag und er konnte sich nicht mehr rühren.
Abt Rhode ließ die Reliquiare zum Kloster Rengering bringen, damit die dortigen Nonnen die Schädel noch verschönerten. Danach brachte er die Reliquiare in der Abtskapelle bei seinen Privatgemächern unter. In einer Nacht wurde der Abt von einer Unruhe heimgesucht und er sah, dass die Reliquiare von einem hellen Licht und einer Schar von Engeln umgeben war. Rhode rief seinen Kaplan, ob er auch diese Erscheinung wahrnehmen konnte; dieser verneinte. Auf Befehl des Abtes brachte der Kaplan die Reliquiare zurück in die Kirche. Nur der Abt konnte sehen, dass der Lichtschein und die Engelsschar den Häuptern folgte.
Bruder Georg Kock, der die Häupter vom Hochaltar entfernt hatte, war inzwischen völlig gelähmt und bat darum, die Reliquiare an ihren alten Platz stellen zu können. Der Abt gewährte ihm dieses und seine Mitbrüder führten seine Hände, mit denen er die Häupter zurückstellte. Innerhalb kürzester Zeit belebten sich die Gliedmaßen des Bruders wieder. Abt Rhode ließ die beiden Reliquiare mit einem Schild versehen, das auf dieses Ereignis hinweist. Bei der Inventarisierung des heutigen Marienfelder Hochaltares zu Beginn des 21. Jahrhunderts wurden diese Schilder wieder freigelegt.
Georgius Rhode starb am 24. Mai 1600 morgens um neun Uhr an der Pest. Er wurde im nördlichen Kreuzgangflügel beigesetzt. Auf seinem Grabstein stand Sein Leben hat dem Ort viel genutzt; aber sein allzu früher Tod hat Vieles fehlen lassen.